# Adrast d'Afrodísias
Adrast d'Afrodísies (en llatí Adrastus, en grec antic  Ἄδραστος "Adrastos"), fou un filòsof peripatètic grec que va viure al segle ii.
Va escriure una obra sobre l'ordenació dels llibres d'Aristòtil i el seu sistema filosòfic, que és mencionat per Simplici i per Aquil·les Taci. Va escriure també uns comentaris sobre el Timeu de Plató que cita Porfiri, i un estudi sobre les categories d'Aristòtil de Galè. L'única obra que es conserva és περὶ Ἁρμονικῶν a la biblioteca Vaticana.